# Aphantopus marpurgensis
Aphantopus marpurgensis är en fjärilsart som beskrevs av Embrik Strand 1919. Aphantopus marpurgensis ingår i släktet Aphantopus och familjen praktfjärilar. Inga underarter finns listade i Catalogue of Life.